# O Alfaiate do Panamá (filme)
The Tailor of Panama (br/pt: O Alfaiate do Panamá) é um filme estadunidense e irlandês de 2001, do gênero suspense, dirigido por John Boorman e com roteiro baseado em romance de John Le Carré.

## Sinopse
Um agente britânico, designado para uma missão no Panamá, recruta um ex-presidiário que trabalha como alfaiate para espionar os generais militares do país.

## Elenco
- Pierce Brosnan ....Andy Osnard
- Geoffrey Rush .... Harry Pendel
- Jamie Lee Curtis .... Louisa Pendel
- Daniel Radcliffe .... Mark Pendel
- Leonor Varela .... Marta
- Brendan Gleeson .... Mickie Abraxas
- Harold Pinter .... tio Benny
- Catherine McCormack .... Francesca
- Lola Boorman .... Sarah
- David Hayman .... Luxmore
- Mark Margolis .... Rafi Domingo
- Martin Ferrero .... Teddy
- John Fortune .... Maltby
- Martin Savage .... Stormont
- Edgardo Molino .... Juan-David

## Prêmios e indicações
O filme teve apenas uma indicação, ao Urso de Ouro, no Festival de Berlim.